# Маммиллярия Карвинского
Маммиллярия Карвинского (лат. Mammillaria karwinskiana) — кактус из рода Маммиллярия.

## Название
Вид назван в честь барона Вильгельма Фридриха Карвинского (Wilhelm Friedrich Karwinsky von Karwin, 1780—1855) баварского доктора, путешественника и сборщика кактусов в Мексике по поручению царского правительства России для Петербургского ботанического сада.

## Описание

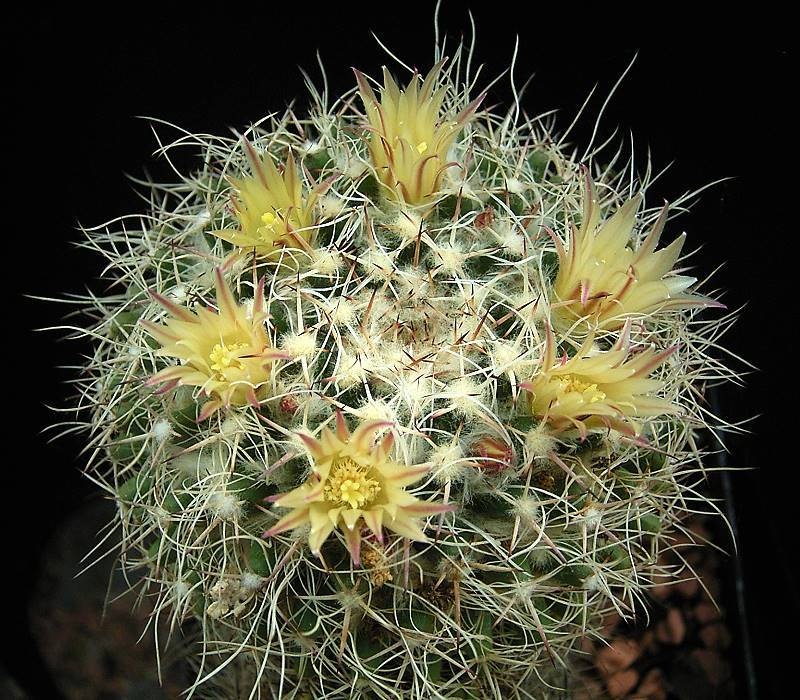
Mammillaria karwinskiana subsp. karwinskiana

Стебель шаровидный с голубоватым оттенком, с возрастом становится тёмно-зелёным, булавовидной формы, до 10 см в диаметре. Может ветвиться, образуя два отростка, которые в свою очередь также могут ветвиться только надвое, образуя таким образом группы. Сосочки ареол пирамидальные, крепкие, блестящие. На изломе стебля из сосочков выделяется млечный сок.

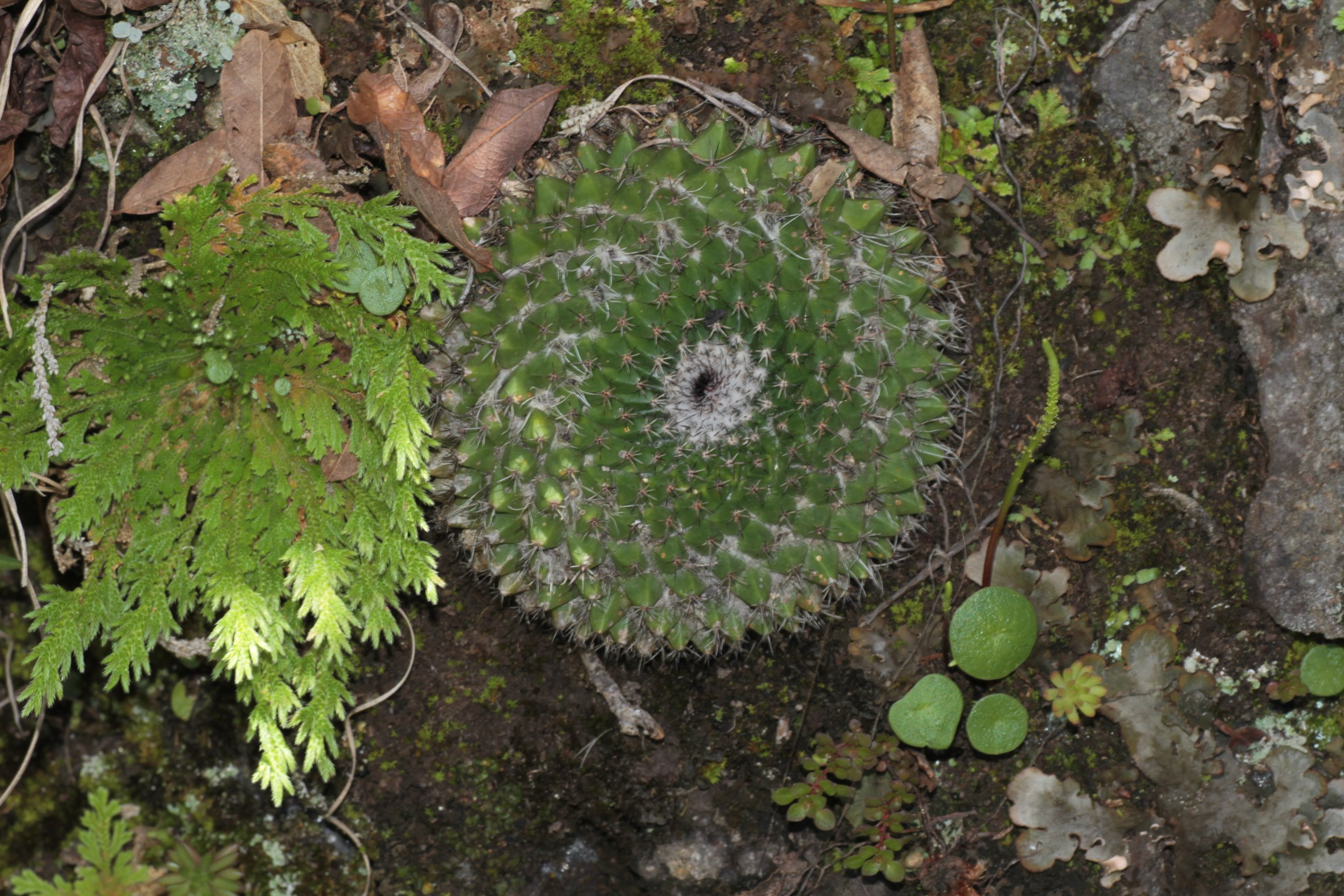
Mammillaria karwinskiana subsp. karwinskiana в дубово-сосновом лесу в сообществе с пеперомией Peperomia bracteata, плаунком Selaginella sp. и лишайниками. Санта Катарина Лачатао, Оахака, Мексика.

Аксиллы с беловатыми щетинками, слегка опушены.  Центральная колючка одна или отсутствует. Радиальных колючек 3—8, сначала они красные, потом беловатые у оснований, с красно-коричневыми кончиками, разной длины: верхняя и нижняя в пределах 1—3 см, остальные — 0,5—1,5 см.

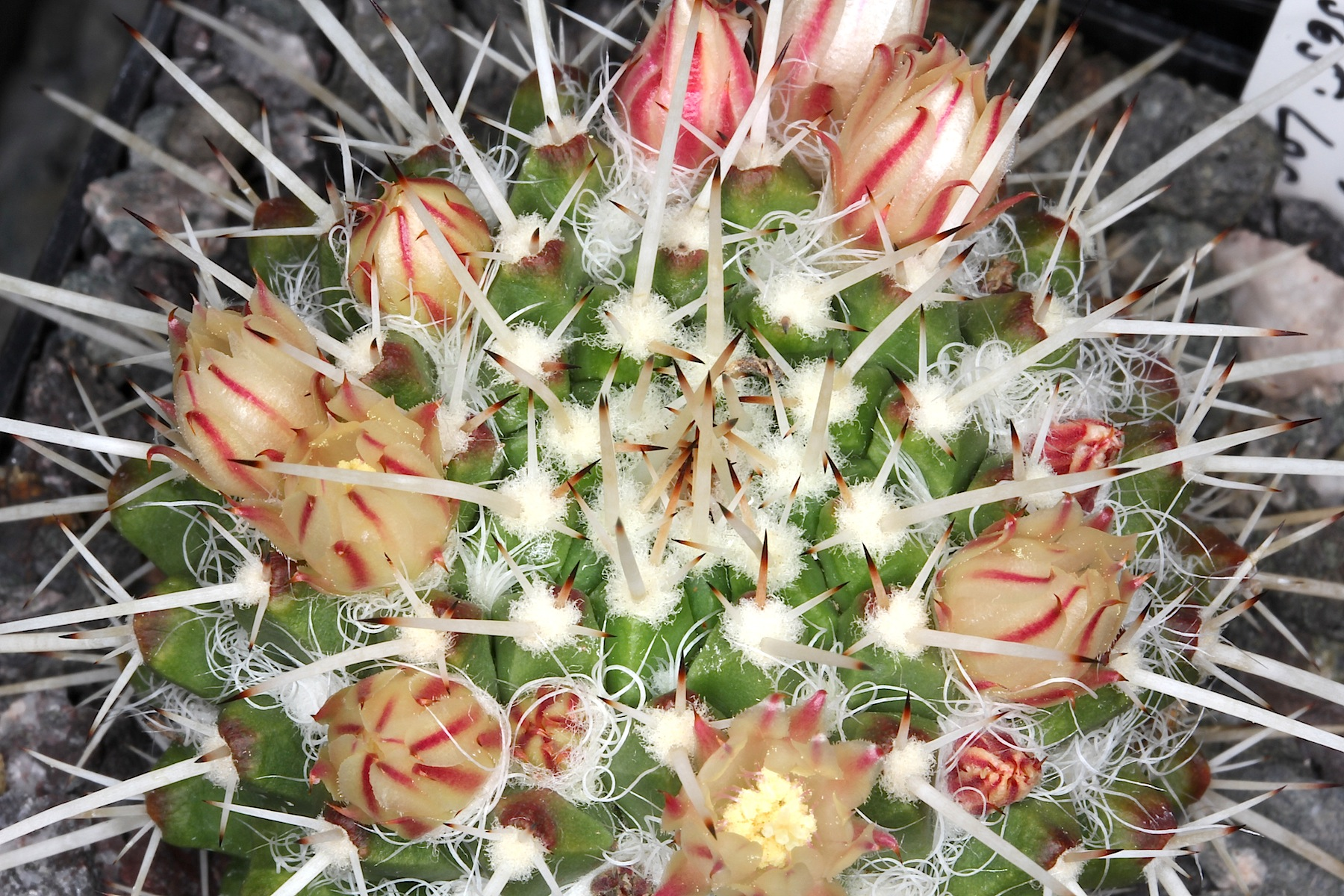
Mammillaria karwinskiana subsp. nejapensis

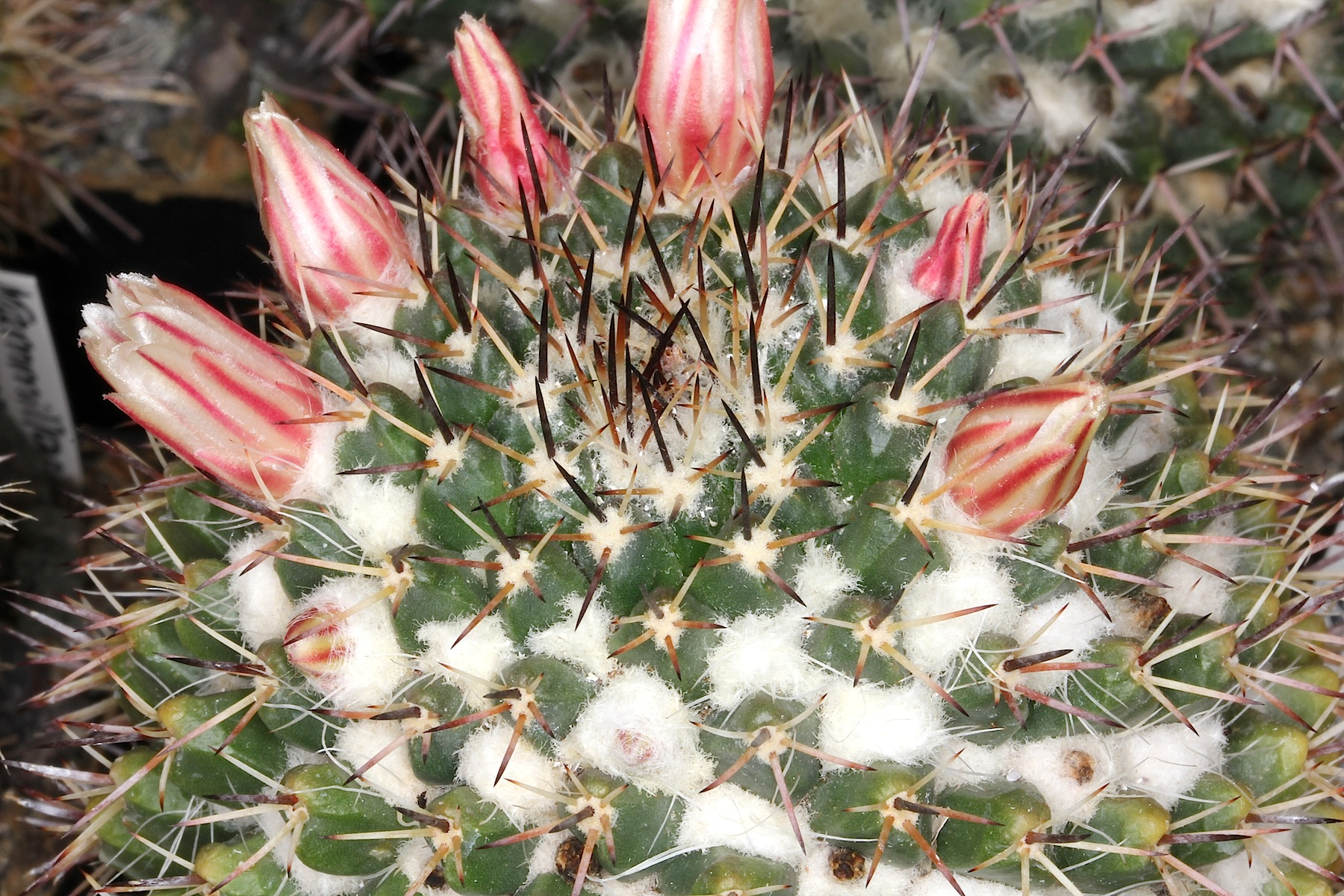
Mammillaria karwinskiana subsp. collinsii

Цветки колокольчатые, до 2,5 см длиной, жёлтые, желтовато-белые, белые с центральной линией на лепестках от пурпурного до рыжего цвета.

### Особенности подвидов
Mammillaria karwinskiana subsp. karwinskiana — цветки жёлтые с пурпурной центральной линией на лепестках; колючки: центральной нет, 6 радиальных.
Mammillaria karwinskiana subsp. collinsii — цветки белые с розовой центральной линией на лепестках; колючки: 1 центральная, 5—7 радиальных.
Mammillaria karwinskiana subsp. beiselii — цветки белые с рыжеватой центральной линией; колючки: 1 центральная, 5—8 радиальных.
Mammillaria karwinskiana subsp. nejapensis — цветки белые с рыжеватой центральной линией; колючки: центральной нет, 3—5 радиальных.

## Распространение и экология
Эндемик мексиканских штатов Чьяпас, Колима, Мичоакан, Морелос, Оахака и Пуэбла.
Произрастает в тропических листопадных лесах (например, дубово-сосновых), среди ксерофильных кустарников, на высоте от 150 до 2100 м над уровнем моря.

## Классификация

### Таксономия
Mammillaria karwinskiana Mart., 1832, Man. Herbor. Suisse: 371

### Внутривидовые таксоны
- Mammillaria karwinskiana subsp. beiselii (Diers) D.R.Hunt, 1997
- Mammillaria karwinskiana subsp. collinsii (Britton & Rose) D.R.Hunt, 1997
- Mammillaria karwinskiana subsp. karwinskiana
- Mammillaria karwinskiana subsp. nejapensis (R.T.Craig & E.Y.Dawson) D.R.Hunt, 1997

### Синонимы
Гомотипные (основанные на одном и том же номенклатурном типе):
- Cactus karwinskianus (Mart.) Kuntze, 1891
- Neomammillaria karwinskiana (Mart.) Britton & Rose, 1923

Гетеротипные (основанные на разных номенклатурных типах):
- Cactus bergii Miq., 1840
- Cactus fischeri (Pfeiff.) Kuntze, 1891
- Cactus geminatus  (Scheidw.) Kuntze, 1891
- Cactus pyrrhocephalus (Scheidw.) Kuntze, 1891
- Cactus subpolyedrus Kuntze, 1891
- Cactus virens (Scheidw.) Kuntze, 1891
- Mammillaria bergii (Miq.) Walp., 1843
- Mammillaria closiana Roum., 1855
- Mammillaria confusa (Britton & Rose) Orcutt, 1926
- Mammillaria confusa var. centrispina R.T.Craig, 1945
- Mammillaria confusa conzattii var. conzattii (Britton & Rose) R.T.Craig, 1945
- Mammillaria confusa var. robustispina R.T.Craig, 1945
- Mammillaria conzattii (Britton & Rose) Orcutt, 1926
- Mammillaria ebenacantha Shurly, 1961
- Mammillaria fischeri Pfeiff., 1836
- Mammillaria flavescens Zucc. ex C.F.Först. & Rümpler, 1885
- Mammillaria flavescens Pfeiff., 1837, nom. illeg.
- Mammillaria fulvolanata Hildm., 1904
- Mammillaria geminata Scheidw., 1841
- Mammillaria geminata subsp. nejapensis (R.T.Craig & E.Y.Dawson) Rebmann, 2020
- Mammillaria jalappensis Pfeiff., 1837
- Mammillaria jozef-bergeri Wojn. & Prajer, 1969
- Mammillaria karwinskiana var. flavescens Zucc. ex Pfeiff., 1837
- Mammillaria karwinskiana var. virens (Scheidw.) Salm-Dyck, 1845
- Mammillaria karwinskii Zucc. ex J.Forbes, 1837
- Mammillaria malletiana Cels, 1848
- Mammillaria malletiana var. fulvolanata (Hildm.) Schelle, 1926
- Mammillaria malletiana var. pyrrhocephala (Scheidw.) Schelle, 1926
- Mammillaria multiseta C.Ehrenb., 1849
- Mammillaria nagliana Repp., 1987
- Mammillaria nejapensis R.T.Craig & E.Y.Dawson, 1948
- Mammillaria nejapensis var. brevispina R.T.Craig & E.Y.Dawson, 1948
- Mammillaria nejapensis f. brevispina (R.T.Craig & E.Y.Dawson) Krainz, 1961
- Mammillaria nejapensis f. longispina (R.T.Craig & E.Y.Dawson) Krainz, 1961
- Mammillaria nejapensis var. longispina R.T.Craig & E.Y.Dawson, 1948
- Mammillaria nejapensis var. typica R.T.Craig & E.Y.Dawson, 1948
- Mammillaria neomystax Backeb., 1952
- Mammillaria parmentieri Link & Otto, 1830
- Mammillaria polygona Zucc. ex Pfeiff., 1837
- Mammillaria praelii Muehlenpf.
- Mammillaria pyrrhocephala Scheidw., 1841
- Mammillaria pyrrhocephala var. confusa (Britton & Rose) Borg, 1937
- Mammillaria pyrrhocephala var. donkelaerii Salm-Dyck, 1850
- Mammillaria pyrrhocephala var. malletiana (Cels) Borg, 1937
- Mammillaria seitziana Miq., 1838, nom. illeg.
- Mammillaria strobilina Tiegel, 1933
- Mammillaria subpolyedra Salm-Dyck, 1850
- Mammillaria tropica Repp., 1987
- Mammillaria virens Scheidw., 1841
- Neomammillaria confusa Britton & Rose, 1929
- Neomammillaria confusa var. centrispina (R.T.Craig) Y.Itô, 1981
- Neomammillaria confusa var. robustispina (R.T.Craig) Y.Itô, 1981
- Neomammillaria conzattii  Britton & Rose, 1923
- Neomammillaria nejapensis (R.T.Craig & E.Y.Dawson) Y.Itô, 1981
- Neomammillaria nejapensis var. aureispina Y.Itô, 1981
- Neomammillaria nejapensis var. brevispina (R.T.Craig & E.Y.Dawson) Y.Itô, 1981
- Neomammillaria nejapensis var. elegans Y.Itô, 1981
- Neomammillaria nejapensis var. longispina (R.T.Craig & E.Y.Dawson) Y.Itô, 1981
- Neomammillaria neomystax (Backeb.) Y.Itô, 1981, nom. illeg.
- Neomammillaria neomystax var. rhodacantha (Y.Itô) Y.Itô, 1981
- Neomammillaria pyrrhocephala (Scheidw.) Britton & Rose, 1923
- Neomammillaria subpolyedra (Salm-Dyck) Britton & Rose, 1923